# Hudimesnil
Hudimesnil är en kommun i departementet Manche i regionen Normandie i norra Frankrike. Kommunen ligger i kantonen Bréhal som tillhör arrondissementet Coutances. År 2022 hade Hudimesnil 926 invånare.

## Befolkningsutveckling
Antalet invånare i kommunen Hudimesnil
| Referens: INSEE |